# Liste des membres de l'Organisation internationale de normalisation
L'Organisation internationale de normalisation (ISO) a 169 membres qui sont répartis en trois catégories : les comités membres, les membres correspondants et les membres abonnés. En voici la liste.
| Pays                            | Organisme de normalisation                                                                                          | Organisme de normalisation                                                                                               | Organisme de normalisation            | Statut               | Page |       |  |  |
| ------------------------------- | --- | --- | ------------------------------------- | -------------------- | ---- | ----- |  |  |
| Pays                            | | Nom en français | Nom dans la ou les langues nationales | Statut               | Page | Sigle |  |  |
| Afghanistan                     | Autorité des normes nationales d'Afghanistan                                                                        | ((en) Afghanistan National Standards Authority)                                                                          | ANSA                                  | Comité membre        |      |       |  |  |
| Afrique du Sud                  | Bureau sud-africain des normes                                                                                      | (en) South African Bureau of Standards                                                                                   | SABS                                  | Comité membre        |      |       |  |  |
| Albanie                         | Direction générale de la normalisation                                                                              | (sq) Drejtoria e Përgjithshme e Standardizimit                                                                           | DPS                                   | Membre correspondant |      |       |  |  |
| Algérie                         | Institut algérien de normalisation                                                                                  | (fr) Institut algérien de normalisation                                                                                  | IANOR                                 | Comité membre        |      |       |  |  |
| Allemagne                       | Institut allemand de normalisation                                                                                  | (de) Deutsches Institut für Normung                                                                                      | DIN                                   | Comité membre        |      |       |  |  |
| Angola                          | Institut angolais de normalisation et qualité                                                                       | (pt) Instituto Angolano de Normalização e Qualidade                                                                      | IANORQ                                | Membre correspondant |      |       |  |  |
| Antigua-et-Barbuda              | Bureau des normes d'Antigua-et-Barbuda                                                                              | (en) Antigua and Barbuda Bureau of Standards                                                                             | ABBS                                  | Membre abonné        |      |       |  |  |
| Argentine                       | IRAM | comité membre |                                       |                      |      |       |  |  |
| Arménie                         | SARM | comité membre |                                       |                      |      |       |  |  |
| Australie                       | SA | comité membre |                                       |                      |      |       |  |  |
| Autriche                        | ON | comité membre |                                       |                      |      |       |  |  |
| Azerbaïdjan                     | Comité d'État pour la normalisation, la métrologie et les brevets                                                   | Azərbaycan Respublikasının Standartlaşdırma                                                                              | AZSTAND                               | comité membre        |      |       |  |  |
| Bahreïn                         | BSMD | comité membre |                                       |                      |      |       |  |  |
| Bangladesh                      | BSTI | comité membre |                                       |                      |      |       |  |  |
| Barbade                         | BNSI | comité membre |                                       |                      |      |       |  |  |
| Biélorussie                     | BELST | comité membre |                                       |                      |      |       |  |  |
| Belgique                        | Bureau de normalisation                                                                                             | (fr) Bureau de normalisation (nl) Bureau voor Normalisatie                                                               | NBN                                   | comité membre        |      |       |  |  |
| Bénin                           | CEBENOR | membre correspondant |                                       |                      |      |       |  |  |
| Bhoutan                         | SQCA | membre correspondant |                                       |                      |      |       |  |  |
| Bolivie                         | IBNORCA | membre correspondant |                                       |                      |      |       |  |  |
| Bosnie-Herzégovine              | BAS | comité membre |                                       |                      |      |       |  |  |
| Botswana                        | BOBS | comité membre |                                       |                      |      |       |  |  |
| Brésil                          | ABNT | comité membre |                                       |                      |      |       |  |  |
| Brunei                          | CPRU | membre correspondant |                                       |                      |      |       |  |  |
| Bulgarie                        | BDS | comité membre |                                       |                      |      |       |  |  |
| Burkina Faso                    | Agence burkinabé de normalisation, de la métrologie et de la qualité                                                | (fr) Agence burkinabé de normalisation, de la métrologie et de la qualité                                                | ABNORM                                | membre correspondant |      |       |  |  |
| Burundi                         | BBN | membre abonné |                                       |                      |      |       |  |  |
| Cambodge                        | ISC | membre abonné |                                       |                      |      |       |  |  |
| Cameroun                        | CDNQ | membre correspondant |                                       |                      |      |       |  |  |
| Canada                          | Conseil canadien des normes                                                                                         | (fr) Conseil canadien des normes (en) Standards Council of Canada                                                        | (fr) CCN (en) SCC                     | comité membre        |      |       |  |  |
| Chili                           | INN | comité membre |                                       |                      |      |       |  |  |
| Chine                           | SAC | comité membre |                                       |                      |      |       |  |  |
| Colombie                        | ICONTEC | comité membre |                                       |                      |      |       |  |  |
| Congo, Rép. dém. du             | OCC | comité membre |                                       |                      |      |       |  |  |
| Costa Rica                      | INTECO | comité membre |                                       |                      |      |       |  |  |
| Croatie                         | HZN | comité membre |                                       |                      |      |       |  |  |
| Cuba                            | NC | comité membre |                                       |                      |      |       |  |  |
| Chypre                          | CYS | comité membre |                                       |                      |      |       |  |  |
| République tchèque              | CNI | comité membre |                                       |                      |      |       |  |  |
| Côte d'Ivoire                   | CODINORM | comité membre |                                       |                      |      |       |  |  |
| Danemark                        | DS | comité membre |                                       |                      |      |       |  |  |
| Dominique                       | DBOS | membre abonné |                                       |                      |      |       |  |  |
| République dominicaine          | DIGENOR | membre correspondant |                                       |                      |      |       |  |  |
| Équateur                        | INEN | comité membre |                                       |                      |      |       |  |  |
| Égypte                          | EOS | comité membre |                                       |                      |      |       |  |  |
| Salvador                        | CONACYT | membre correspondant |                                       |                      |      |       |  |  |
| Érythrée                        | ESI | membre correspondant |                                       |                      |      |       |  |  |
| Estonie                         | EVS | membre correspondant |                                       |                      |      |       |  |  |
| Éthiopie                        | QSAE | comité membre |                                       |                      |      |       |  |  |
| Fidji                           | FTSQCO | comité membre |                                       |                      |      |       |  |  |
| Finlande                        | SFS | comité membre |                                       |                      |      |       |  |  |
| France                          | Association française de normalisation                                                                              | (fr) Association française de normalisation                                                                              | AFNOR                                 | comité membre        |      |       |  |  |
| Gabon                           | ANTT | membre correspondant |                                       |                      |      |       |  |  |
| Géorgie                         | GEOSTM | membre correspondant |                                       |                      |      |       |  |  |
| Ghana                           | GSB | comité membre |                                       |                      |      |       |  |  |
| Grèce                           | ELOT | comité membre |                                       |                      |      |       |  |  |
| Guatemala                       | COGUANOR | membre correspondant |                                       |                      |      |       |  |  |
| Guyana                          | GNBS | membre abonné |                                       |                      |      |       |  |  |
| Honduras                        | COHCIT | membre abonné |                                       |                      |      |       |  |  |
| Hong Kong, Chine                | ITCHKSAR | membre correspondant |                                       |                      |      |       |  |  |
| Hongrie                         | MSZT | comité membre |                                       |                      |      |       |  |  |
| Islande                         | IST | comité membre |                                       |                      |      |       |  |  |
| Inde                            | BIS | comité membre |                                       |                      |      |       |  |  |
| Indonésie                       | BSN | comité membre |                                       |                      |      |       |  |  |
| Iran, République islamique d'   | ISIRI | comité membre |                                       |                      |      |       |  |  |
| Irak                            | COSQC | comité membre |                                       |                      |      |       |  |  |
| Irlande                         | NSAI | comité membre |                                       |                      |      |       |  |  |
| Israël                          | SII | comité membre |                                       |                      |      |       |  |  |
| Italie                          | UNI | comité membre |                                       |                      |      |       |  |  |
| Jamaïque                        | BSJ | comité membre |                                       |                      |      |       |  |  |
| Japon                           | Comité japonais des normes industrielles                                                                            | … | JISC                                  | comité membre        |      |       |  |  |
| Jordanie                        | JISM | comité membre |                                       |                      |      |       |  |  |
| Kazakhstan                      | KAZMEMST | comité membre |                                       |                      |      |       |  |  |
| Kenya                           | KEBS | comité membre |                                       |                      |      |       |  |  |
| Corée du Nord                   | CSK | comité membre |                                       |                      |      |       |  |  |
| Corée du Sud                    | KATS | comité membre |                                       |                      |      |       |  |  |
| Koweït                          | KOWSMD | comité membre |                                       |                      |      |       |  |  |
| Kirghizstan                     | KYRGYZST | membre correspondant |                                       |                      |      |       |  |  |
| Laos                            | DISM | membre abonné |                                       |                      |      |       |  |  |
| Lettonie                        | LVS | membre correspondant |                                       |                      |      |       |  |  |
| Liban                           | LIBNOR | comité membre |                                       |                      |      |       |  |  |
| Lesotho                         | LSQAS | membre abonné |                                       |                      |      |       |  |  |
| Libye                           | LNCSM | comité membre |                                       |                      |      |       |  |  |
| Lituanie                        | LST | comité membre |                                       |                      |      |       |  |  |
| Luxembourg                      | Institut luxembourgeois de la normalisation, de l'accréditation, de la sécurité et qualité des produits et services | (fr) Institut luxembourgeois de la normalisation, de l'accréditation, de la sécurité et qualité des produits et services | ILNAS                                 | comité membre        |      |       |  |  |
| Macao, Chine                    | CPTTM | membre correspondant |                                       |                      |      |       |  |  |
| Madagascar                      | BNM | membre correspondant |                                       |                      |      |       |  |  |
| Malawi                          | MBS | membre correspondant |                                       |                      |      |       |  |  |
| Malaisie                        | DSM | comité membre |                                       |                      |      |       |  |  |
| Malte                           | MSA | comité membre |                                       |                      |      |       |  |  |
| Maurice                         | MSB | comité membre |                                       |                      |      |       |  |  |
| Mexique                         | DGN | comité membre |                                       |                      |      |       |  |  |
| Moldavie                        | MOLDST | membre correspondant |                                       |                      |      |       |  |  |
| Mongolie                        | Agence mongole de normalisation et de métrologie                                                                    | … | MASM                                  | comité membre        |      |       |  |  |
| Monténégro                      | ISME | membre correspondant |                                       |                      |      |       |  |  |
| Maroc                           | SNIMA | comité membre |                                       |                      |      |       |  |  |
| Mozambique                      | INNOQ | membre correspondant |                                       |                      |      |       |  |  |
| Myanmar                         | MSTRD | membre correspondant |                                       |                      |      |       |  |  |
| Namibie                         | NSI | membre correspondant |                                       |                      |      |       |  |  |
| Népal                           | NBSM | membre correspondant |                                       |                      |      |       |  |  |
| Pays-Bas                        | NEN | comité membre |                                       |                      |      |       |  |  |
| Nouvelle-Zélande                | SNZ | comité membre |                                       |                      |      |       |  |  |
| Nicaragua                       | DTNM | membre correspondant |                                       |                      |      |       |  |  |
| Nigeria                         | SON | comité membre |                                       |                      |      |       |  |  |
| Norvège                         | SN | comité membre |                                       |                      |      |       |  |  |
| Oman                            | DGSM | comité membre |                                       |                      |      |       |  |  |
| Pakistan                        | PSQCA | comité membre |                                       |                      |      |       |  |  |
| Palestine                       | PSI | membre correspondant |                                       |                      |      |       |  |  |
| Panama                          | COPANIT | comité membre |                                       |                      |      |       |  |  |
| Papouasie-Nouvelle-Guinée       | NISIT | membre correspondant |                                       |                      |      |       |  |  |
| Paraguay                        | INTN | membre correspondant |                                       |                      |      |       |  |  |
| Pérou                           | INDECOPI | comité membre |                                       |                      |      |       |  |  |
| Philippines                     | BPS | comité membre |                                       |                      |      |       |  |  |
| Pologne                         | PKN | comité membre |                                       |                      |      |       |  |  |
| Portugal                        | IPQ | comité membre |                                       |                      |      |       |  |  |
| Qatar                           | QS | comité membre |                                       |                      |      |       |  |  |
| Roumanie                        | ASRO | comité membre |                                       |                      |      |       |  |  |
| Russie                          | GOST R | comité membre |                                       |                      |      |       |  |  |
| Rwanda                          | RBS | membre correspondant |                                       |                      |      |       |  |  |
| Sainte-Lucie                    | SLBS | comité membre |                                       |                      |      |       |  |  |
| Saint-Vincent-et-les-Grenadines | SVGBS | membre abonné |                                       |                      |      |       |  |  |
| Arabie saoudite                 | SASO | comité membre |                                       |                      |      |       |  |  |
| Sénégal                         | ASN | membre correspondant |                                       |                      |      |       |  |  |
| Serbie                          | ISS | comité membre |                                       |                      |      |       |  |  |
| Seychelles                      | SBS | membre correspondant |                                       |                      |      |       |  |  |
| Singapour                       | SPRING SG | comité membre |                                       |                      |      |       |  |  |
| Slovaquie                       | SUTN | comité membre |                                       |                      |      |       |  |  |
| Slovénie                        | SIST | comité membre |                                       |                      |      |       |  |  |
| Espagne                         | AENOR | comité membre |                                       |                      |      |       |  |  |
| Sri Lanka                       | SLSI | comité membre |                                       |                      |      |       |  |  |
| Soudan                          | SSMO | comité membre |                                       |                      |      |       |  |  |
| Suriname                        | SSB | membre abonné |                                       |                      |      |       |  |  |
| Swaziland                       | SWASA | membre correspondant |                                       |                      |      |       |  |  |
| Suède                           | SIS | comité membre |                                       |                      |      |       |  |  |
| Suisse                          | SNV | comité membre |                                       |                      |      |       |  |  |
| Syrie                           | SASMO | comité membre |                                       |                      |      |       |  |  |
| Tadjikistan                     | TJKSTN | membre correspondant |                                       |                      |      |       |  |  |
| Tanzanie                        | TBS | comité membre |                                       |                      |      |       |  |  |
| Thaïlande                       | TISI | comité membre |                                       |                      |      |       |  |  |
| Macédoine                       | ISRM | comité membre |                                       |                      |      |       |  |  |
| Togo                            | CSN | membre correspondant |                                       |                      |      |       |  |  |
| Trinité-et-Tobago               | TTBS | comité membre |                                       |                      |      |       |  |  |
| Tunisie                         | INNORPI | comité membre |                                       |                      |      |       |  |  |
| Turquie                         | TSE | comité membre |                                       |                      |      |       |  |  |
| Turkménistan                    | MSST | membre correspondant |                                       |                      |      |       |  |  |
| États-Unis                      | ANSI | comité membre |                                       |                      |      |       |  |  |
| Ouganda                         | UNBS | membre correspondant |                                       |                      |      |       |  |  |
| Ukraine                         | DSSU | comité membre |                                       |                      |      |       |  |  |
| Émirats arabes unis             | ESMA | comité membre |                                       |                      |      |       |  |  |
| Royaume-Uni                     | BSI | comité membre |                                       |                      |      |       |  |  |
| Uruguay                         | UNIT | comité membre |                                       |                      |      |       |  |  |
| Ouzbékistan                     | UZSTANDARD | comité membre |                                       |                      |      |       |  |  |
| Venezuela                       | FONDONORMA | comité membre |                                       |                      |      |       |  |  |
| Viêt Nam                        | TCVN | comité membre |                                       |                      |      |       |  |  |
| Yémen                           | YSMO | membre correspondant |                                       |                      |      |       |  |  |
| Zambie                          | ZABS | membre correspondant |                                       |                      |      |       |  |  |
| Zimbabwe                        | SAZ | comité membre |                                       |                      |      |       |  |  |